# 트루 로맨스
《트루 로맨스》(영어: True Romance)는 미국에서 제작된 토니 스콧 감독의 1993년 로맨틱 범죄 영화이다. 크리스천 슬레이터 등이 출연하였고, 사무엘 하디다 등이 제작에 참여하였다.

## 출연진
- 크리스천 슬레이터
- 퍼트리샤 아켓
- 데니스 호퍼
- 밸 킬머
- 게리 올드먼
- 브래드 피트
- 크리스토퍼 워컨
- 브론슨 핀초
- 새뮤얼 L. 잭슨
- 마이클 래퍼포트
- 솔 루비넥
- 컨차타 페럴
- 제임스 갠돌피니
- 빅터 아고
- 크리스 펜
- 톰 사이즈모어
- 마리아 피틸로
- 케빈 코리건
- 폴 벤빅터
- 마이클 비치
- 에릭 앨런 크레이머
- 에드 로터

## 기타 제작진
- 배역: 리사 브레이먼 가르시아, 빌리 홉킨스
- 미술: 벤하민 페르난데스
- 의상: 수전 베커

## 사운드트랙
| 순서 | 제목                                          | 음악가         | 재생 시간 |
| ---- | --------------------------------------------- | -------------- | --------- |
| 1.   | "You're So Cool"                              | 한스 치머      | 3:40      |
| 2.   | "Graceland"                                   | 찰리 섹스턴    | 3:26      |
| 3.   | "In Dreams"                                   | 존 웨이트      | 3:45      |
| 4.   | "Wounded Bird"                                | 찰스 앤드 에디 | 5:11      |
| 5.   | "I Want Your Body"                            | 님포마니아     | 4:18      |
| 6.   | "Stars at Dawn"                               | 한스 치머      | 2:04      |
| 7.   | "I Need a Heart to Come Home To"              | 셸비 린        | 4:21      |
| 8.   | "Viens Mallika Sous Le Dome Edais from Lakmé" | 레오 들리브    | 3:57      |
| 9.   | "(Love Is) The Tender Trap"                   | 로버트 파머    | 2:37      |
| 10.  | "Outshined"                                   | 사운드가든     | 5:12      |
| 11.  | "Amid the Chaos of the Day"                   | 한스 치머      | 4:54      |
| 12.  | "Two Hearts"                                  | 크리스 아이작  | 3:33      |

## 같이 보기
- 미국의 영화